# Touriñao Darriba
Touriñao Darriba (en gallego y oficialmente, Touriñao de Arriba) es una aldea española situada en la parroquia de Tiobre, del municipio de Betanzos, en la provincia de La Coruña, Galicia.

## Demografía
| Gráfica de evolución demográfica de Touriñao Darriba entre 2000 y 2018 |
|                                                                        |
| Datos según el nomenclátor publicado por el INE.                       |